# Hugo Ritter (Grafiker)
Hugo Ritter (* 30. April 1926 in Peine; † 24. April 1992 in Peine) war ein deutscher Grafiker und Hochschullehrer.

## Leben
1940 begann Ritter ein Abendstudium an der Werkkunstschule Braunschweig. Nach Kriegsdienst und Kriegsgefangenschaft folgte ein Studium der Buchgrafik und des Grafikdesigns. Ab 1949 war er Dozent für Schriftgestaltung und Zeichen. 1955 übernahm er die Leitung der Abteilung Grafikdesign der Trierer Werkschule, ab 1971 Teil des Standorts Trier der Fachhochschule Rheinland-Pfalz, heute Hochschule Trier. Im Jahr 1971 wurde er Direktorstellvertreter, später Dekan.
In freiberuflicher Tätigkeit gestaltete er Urkunden und Ehrenbürgerbriefe, u. a. für Konrad Adenauer, Theodor Heuss und Papst Pius XII. Weiterhin verfasste er ein Lehrbuch der Schriftgeschichte und Schrift- und Buchgestaltung. In freundschaftlicher Zusammenarbeit mit dem ehemaligen Peiner Rektor Heinz Straube entstanden mehrere Bilderbücher, ein Umweltbuch vom Drachen Unrat „für alle die lesen und sehen und begreifen können“, Die Eule zu Peine und Das Wirtshaus zur Eulenburg.
Nach der Emeritierung in Trier zog er zurück nach Peine. Er starb am 24. April 1992, kurz vor Vollendung seines 66. Lebensjahrs.

## Bilderbücher
- Kreissparkasse Peine (Hrsg.): Die Eule zu Peine. Peine 1993.